# Fryderyk Przemyślida
Fryderyk (Bedřich) (ur. 1142, zm. 25 marca 1189) – książę Czech z dynastii Przemyślidów w latach 1172–1173 i od końca czerwca 1178 do śmierci.
Był synem drugiego króla Czech Władysława II i jego pierwszej żony Gertrudy. W 1172 Władysław zrzekł się władzy na rzecz Fryderyka. Ten jednak po roku utracił tron na rzecz Sobiesława II i odzyskał po śmierci tego ostatniego.
Fryderyk w 1157 r. ożenił się z Elżbietą (zm. 12 stycznia po 1189), córką Gejzy II. Z tego małżeństwa pochodzili:
- Wratysław (zm. przed 1181)
- Helena (ur. ok. 1164, data śmierci nieznana)
- Zofia (zm. 24 maja 1195)
- Ludmiła (zm. 4 sierpnia 1240)
- Olga (zm. 21 lipca przed 1172–1173)
- Małgorzata (zm. 28 lipca przed 1172–1173)